# عملية إبريق الشاي
عملية إبريق الشاي هي عبارة عن سلسلة من أربعة عشر انفجارا للتجارب النووية أجريت في موقع اختبار نيفادا في النصف الأول من عام 1955 وسبقتها عملية القلعة وتلتها عملية ويجوام. كانت ويجوام من الناحية الإدارية جزء من إبريق الشاي لكنها تُعامل عادةً كفئة خاصة بها.

## نبذة
كان الهدف من العملية هو وضع تكتيكات عسكرية للقوات البرية في ساحة المعركة النووية وتحسين الأسلحة النووية المستخدمة للتوصيل الاستراتيجي.